# Templerhof

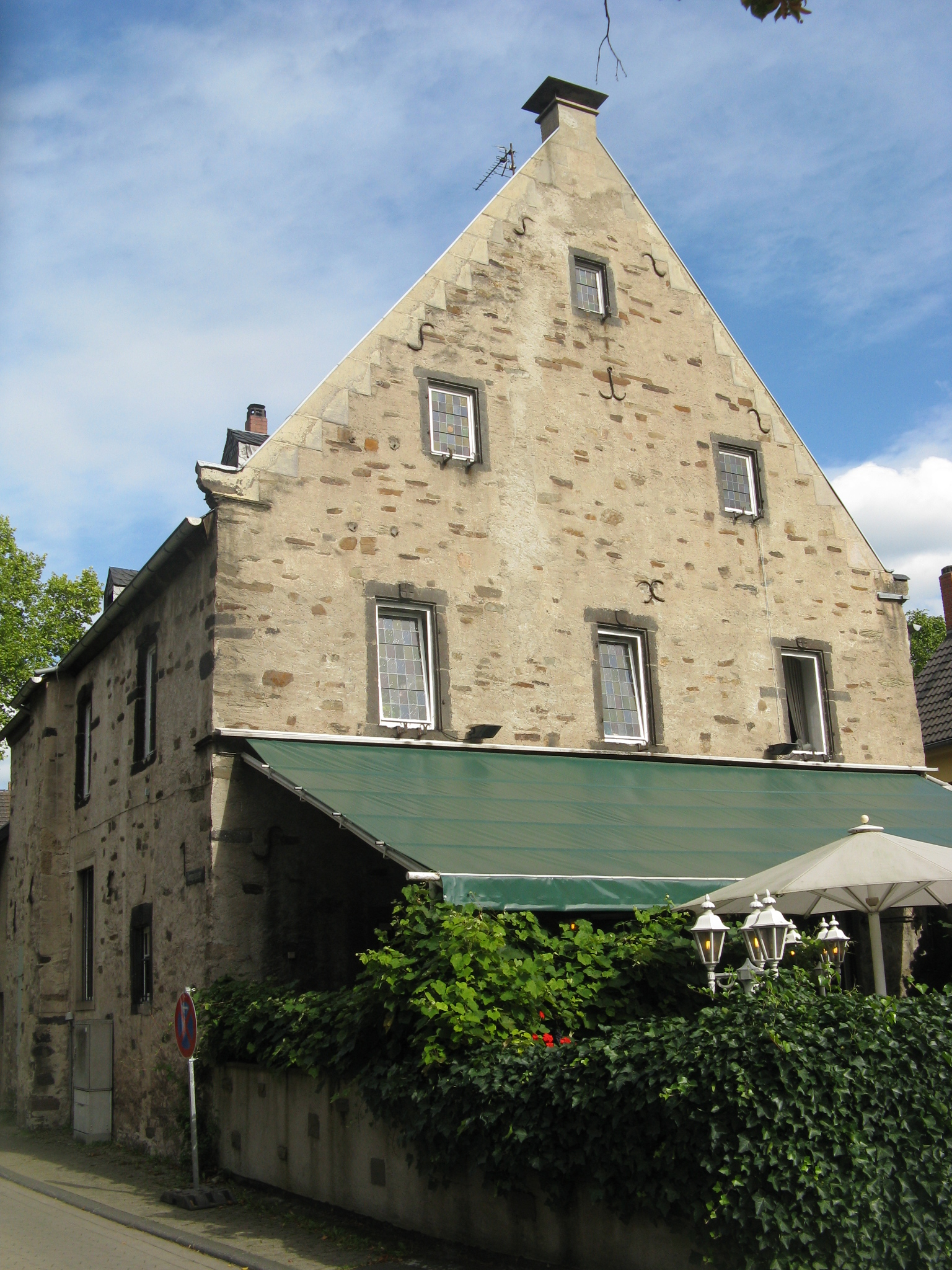
Giebel des Templerhofs

Der Templerhof ist eine denkmalgeschützte ehemalige Komturei des Templerordens in Bad Breisig im Landkreis Ahrweiler von Rheinland-Pfalz.

## Geschichte

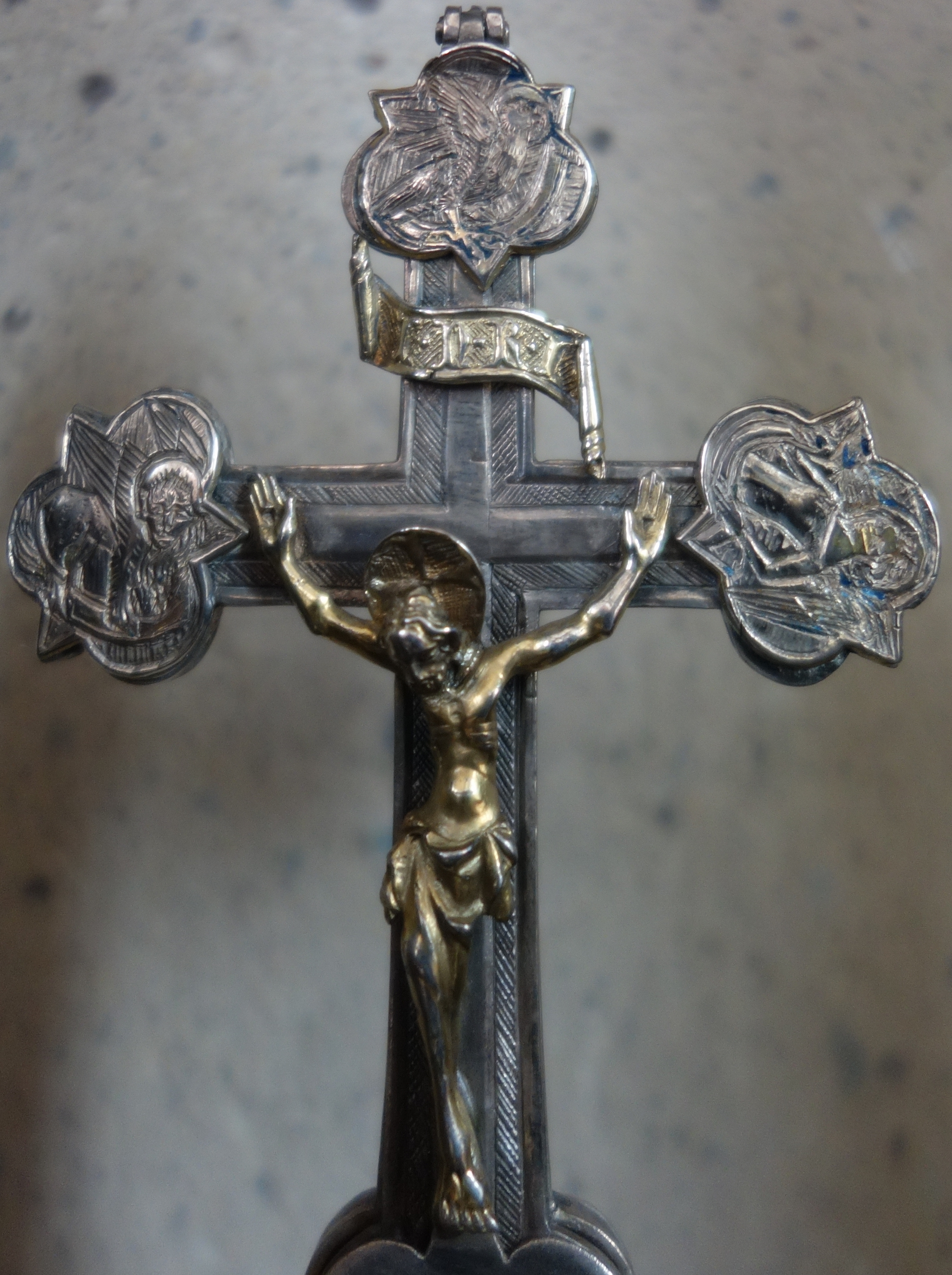
Silberkreuz

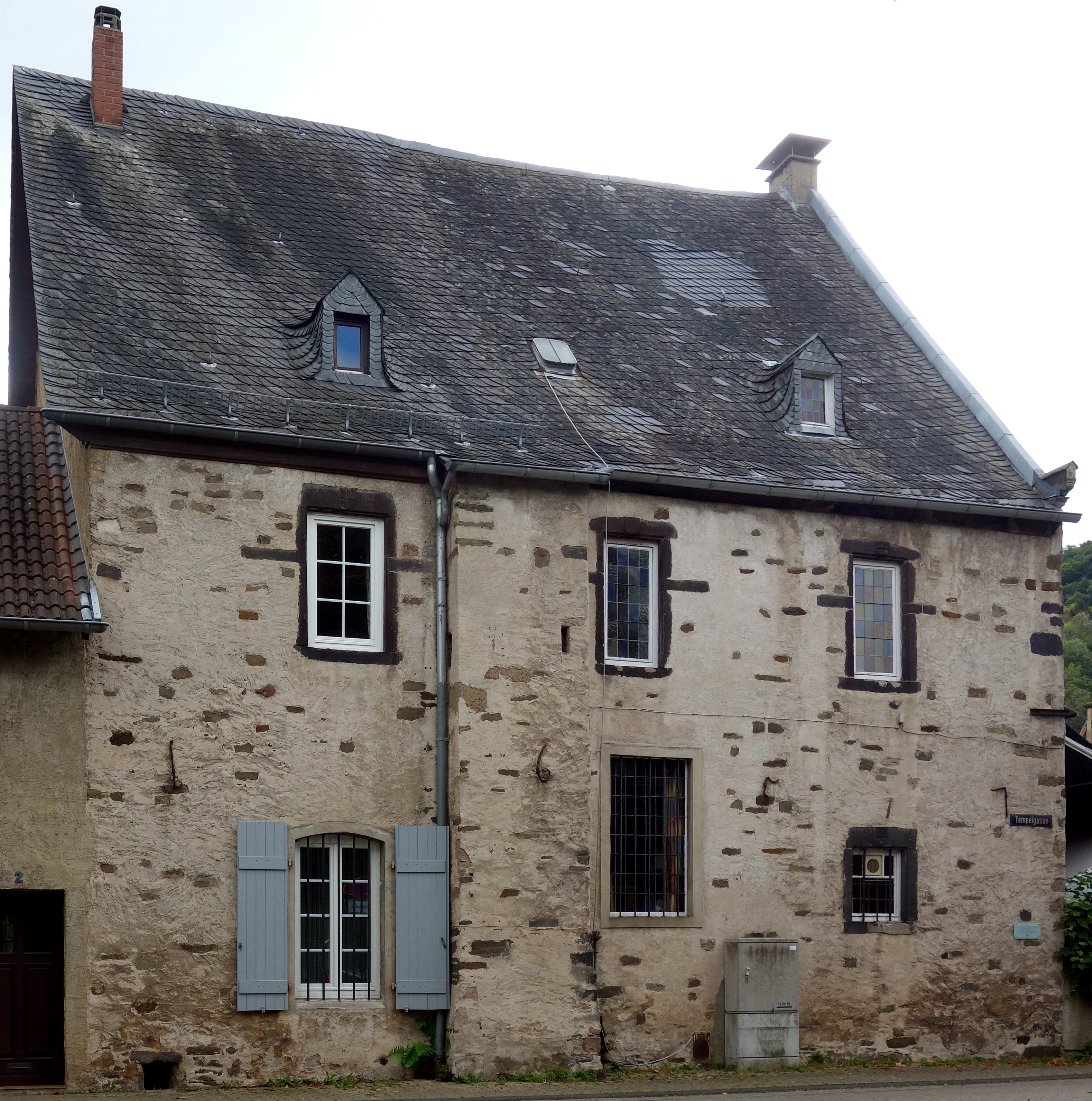
Nordfassade des Templerhofs

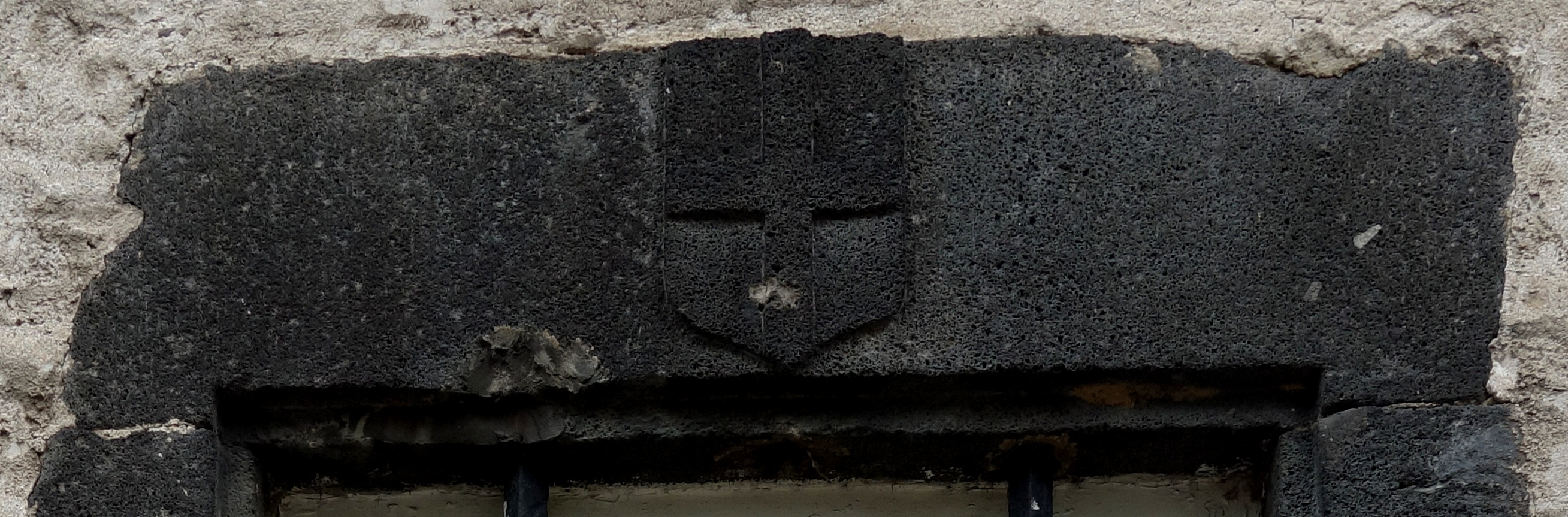
Ordenskreuz über einem Fenster der Nordfassade

Erstmalig urkundlich erwähnt wurde der Templerhof im Jahre 1215, welches in das Zeitalter der Kreuzzüge fällt. Die Mitglieder des Templerordens ließen das Gebäude als ihre Herberge errichten. Die Hofanlage wurde 1245 an der Rheinseite um die heute nicht mehr existierende Donatuskapelle erweitert. Diese Kapelle diente u. a. als Aufbewahrungsort einer kostbaren Kreuzreliquie, welche die Templer von den Kreuzzügen mitbrachten. Sie befindet sich heute in einem Silberkreuz in der Katholischen Pfarrkirche St. Marien.
Während des Dreißigjährigen Krieges wurde der alte Templerhof vollständig zerstört. 1657 entstand an gleicher Stelle ein neues Gebäude; die aus Eisen geschmiedete Jahreszahl ist an der Nordfassade verankert.
Seit 1906 beherbergt das Gebäude einen gastronomischen Betrieb, das Historische Weinhaus Templerhof.

## Denkmalschutz
Der Templerhof ist in der Liste der Kulturdenkmäler in Bad Breisig verzeichnet.